# Mikhail Bogdanovich Barklay-de-Tolli
Vương công (Князь) Mikhail Bogdanovich Barklay-de-Tolli (tiếng Nga: Михаи́л Богда́нович Баркла́й де То́лли; 1761-1818), tên tiếng Đức là Michael Andreas Barclay de Tolly (phiên âm: Bác-Clây), là một chính khách và Thống chế của Đế quốc Nga.

## Tiểu sử và sự nghiệp
Ông sinh ngày 27 tháng 12 năm 1761 trong một gia đình gốc Scotland và từng giữ chức Tổng Tư lệnh quân Nga trong chiến tranh Pháp-Nga năm 1812. Barclay de Tolly qua đời ngày 26 tháng 5 năm 1818.